# Kappelrodeck
Kappelrodeck település Németországban, azon belül Baden-Württembergben. Lakosainak száma 6283 fő (2023. december 31.).

## Népesség
A település népessége az elmúlt években az alábbi módon változott:
| Lakosok száma | 4960 | 5492 | 5710 | 5505 | 5597 | 5814 | 5837 | 5855 | 5887 | 6283 |
|               | 1961 | 1967 | 1974 | 1980 | 1987 | 1993 | 2000 | 2006 | 2013 | 2023 |